# Andersen, Hansen & Jensen
|  | Denne artikel er oprettet af botten Steenthbot ud fra en ekstern database. Den kan derfor have sproglige fejl eller mangler. Denne skabelon kan fjernes efter kontrol af indholdet. |

Andersen, Hansen & Jensen er en dansk dokumentarfilm fra 1973 instrueret af Robert Brandt og efter manuskript af Hans Edvard Teglers.